# Judy Ann Santos
Judy Ann Santos est une chanteuse et actrice philippine.

## Biographie

### Enfance et formation
Judy Anne Lumagui Santos est née le 11 mai 1978 à Manille.

### Carrière
Elle joue en 1992 dans Mara Clara (en).
En 2004, elle joue le rôle d'une femme souffrant d'un TDI dans le film Sabel,.
À partir des années 2010, elle commence une carrière dans la gastronomie.

### Vie privée
Elle est mariée à Ryan Agoncillo.

## Discographie
- 1999 : Judy Ann Santos[7]
- 2001 : Bida Ng Buhay Ko[7]
- 2007 : Musika Ng Buhay Ko[7]